# جوزي طوطح
جوزي طوطح (ولدت في 5 أغسطس 2001)، والمعروفة سابقًا باسم جيه. جيه. توتاه،  ممثلة أمريكية. [3] اشتهرت بأدوارها في مسلسل جيسي (Jessie) على قناة ديزني، ودورها المساند في المسلسل الكوميدي العودة في اللعبة (Back in the Game) على قناة ABC عام 2013.
نالت توتاه استحسان النقاد عن أدائها في فيلم أناس آخرون (Other People) عام 2016. وفي عام 2018، لعبت دور البطولة في المسلسل الكوميدي القصير أبطال (Champions) على قناة NBC. جسّدت توتاه شخصية ليكسي في مسلسل تم إنقاذها بيل (Saved by the Bell) عام 2020، والذي استمر لموسمين.
بدأت جوسي توتاه مسيرتها الفنية بأداء أدوار ذكورية. وفي أغسطس 2018، أعلنت علنًا عن كونها امرأة متحولة جنسيًا، وغيرت اسمها الأول إلى "جوسي". 

## وقت مبكر من الحياة
ولدت جوسي توتاه في مدينة ساكرامنتو، كاليفورنيا . هي الابنة الثالثة لسهيل وكريستين توتاه، ولديها أخت وأخ. تعود أصولها إلى خلفية فلسطينية ولبنانية. 

## حياة مهنية
بدأت جوسي توتاه مسيرتها التمثيلية في عام 2012، حيث اختيرت لدور "الدكتاتور الصغير" في أول إنتاج لـ "AwesomenessTV". وفي عام 2013، بدأت توتاه في تجسيد شخصية ستيوارت ووتن، وهو معجب بشخصية زوري روس التي أدتها سكاي جاكسون في مسلسل "جيسي" الأصلي لقناة ديزني.  كما ظهرت توتاه كضيفة شرف في عدة مسلسلات تلفزيونية منها: "فتاة جديدة" (New Girl)، و"فتاتان مفلستان" (2 Broke Girls )، و"ليف ومادي" (Liv and Maddie).
في عام 2013، حصلت توتاه على دور مساند في المسلسل الكوميدي "العودة في اللعبة" (Back in the Game) على قناة قناة ABC . وخلال نفس العام، ظهرت هي ووالدتها في إحدى حلقات برنامج "ليلة الألعاب العائلية" (Family Game Night). في عام 2015، اختيرت توتاه للمشاركة في الموسم السادس من مسلسل <i id="mwXg">Glee</i> ، لتكون بذلك أصغر عضو على الإطلاق في فرقة "نيو دايركشنز" (New Directions)، وظهرت في أربع حلقات من المسلسل. شهد عام 2016 مشاركة توتاه في فيلم "أناس آخرون" (Other People)، حيث حظي دورها بإشادة نقدية واسعة. وقد أشارت مجلة "فارايتي" (مجلة Variety) إليها كواحدة من أبرز نجوم مهرجان صاندانس لذلك العام.  في أكتوبر 2016، أفاد موقع "ديدلاين هوليوود" (Deadline Hollywood ) أن توتاه ستشارك في بطولة مسلسل كوميدي جديد لشبكة NBC، والذي ساهمت في تطويره وكان من المقرر أن تتولى إنتاجه التنفيذي إلى جانب آدم وناعومي سكوت. استمرت توتاه في الظهور السينمائي عام 2017، حيث شاركت في الفيلم الكوميدي البوليسي "هانسم: فيلم غموض من نتفليكس" (Handsome: A Netflix Mystery Movie) على نتفليكس Netflix، بالإضافة إلى فيلم استوديوهات مارفل "الرجل العنكبوت: العودة للوطن" (Spider-Man: Homecoming).
في يناير 2017، انضمت جوسي توتاه إلى طاقم عمل فيلم ديزني "معسكر السحر" (Magic Camp) إلى جانب الممثل آدم ديفين.  وفي فبراير 2017، اختيرت توتاه لتجسيد شخصية مايكل باتيل، ابن شخصية بريا باتيل التي تؤديها ميندي كالينج ، في المسلسل الكوميدي الجديد "أبطال" (Champions) على قناة NBC.  وقد تم اعتماد المسلسل رسميًا في مايو 2017،  وبُث في الفترة من 8 مارس إلى 25 مايو 2018، قبل أن يتم إلغاؤه. 
لاحقًا، تم اختيار توتاه للمشاركة في إحياء مسلسل "تم إنقاذها بيل" (Saved by the Bell)، الذي عُرض على خدمة البث "بيكوغ" (Peacock) التابعة لشبكة NBC. جسدت توتاه في هذا المسلسل شخصية ليكسي، وهي مشجعة قوية اجتماعيًا. 
في أغسطس 2022، أطلقت جوسي توتاه بودكاست بعنوان "هل نجرؤ على القول" (Dare We Say) بالتعاون مع ياسمين حمادي وزميلتها في مسلسل "تم إنقاذها بيل" (Saved by the Bell) أليشيا باسكوال بينيا . 

## الحياة الشخصية
التحقت جوسي توتاه بمدرسة كاثوليكية خلال طفولتها. وتصف نفسها بأنها "شبه متدينة". 
في 20 أغسطس 2018، نشرت جوسي توتاه مقالًا في مجلة تايم(Time) أعلنت فيه أنها امرأة متحولة جنسياً . 
التحقت توتاه بجامعة تشابمان (Chapman University) وتخرجت منها في عام 2022. وخلال فترة دراستها، كانت عضوًا فيجمعية نسائية 

## فيلموغرافيا
| سنة  | فيلم                         | دور          |
| ---- | ---------------------------- | ------------ |
| 2016 | ألعاب الوقت                  | بومر         |
| 2016 | أشخاص آخرون                  | جاستن        |
| 2017 | وسيم                         | تشارلز       |
| 2017 | الرجل العنكبوت: العودة للوطن | سيمور أوريلي |
| 2020 | معسكر السحر                  | جود          |
| 2021 | موكسي                        | سي جيه       |
| TBA  | وجوه الموت                   | TBA          |

## جوسي توتاه: أدوارها التلفزيونية
فيما يلي قائمة بأدوار جوسي توتاه التلفزيونية:
- جيسي (Jessie) - (2013-2015) - بدور ستيوارت ووتن (دور متكرر)
- فتاة جديدة (New Girl) - (2014) - بدور جيسي الشاب (حلقة واحدة)
- فتاتان مفلستان (2 Broke Girls) - (2014) - بدور إيليوت (حلقة واحدة)
- ليف ومادي (Liv and Maddie) - (2015) - بدور سكاي (حلقة واحدة)
- غلي (Glee) - (2015) - بدور ميرسيدس (4 حلقات)
- أبطال (Champions) - (2018) - بدور مايكل باتيل (دور رئيسي)
- تم إنقاذها بيل (Saved by the Bell) - (2020-2021) - بدور ليكسي (دور رئيسي)

### فيديوهات موسيقية
| سنة  | عنوان            | فنان          | دور        |
| ---- | ---------------- | ------------- | ---------- |
| 2024 | " أيام الطفولة " | ديلان مولفاني | مسبح إضافي |

## روابط خارجية
- جوزي طوطح في قاعدة بيانات الأفلام على الإنترنت
- josietotah على تويتر.